# Nemzetárulási per
A nemzetárulási per (románul: Procesul Marii Trădări Naționale) Romániában zajlott a második világháborút követően. A perben Románia háború alatti vezetőjét, Ion Antonescu marsallt halálra ítélték 13 másik vádlottal egyetemben. A vádlottak többségét távollétükben ítélték el, 3 személynek megkegyelmeztek, 4 személyt pedig kivégeztek.

## Előzmények

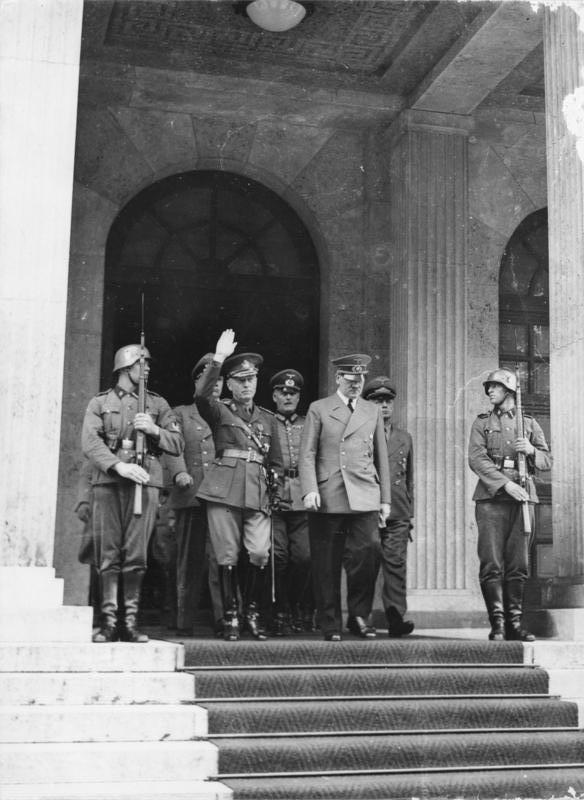
Antonescu és Hitler Münchenben

A második világháború európai lezárását követően a három győztes nagyhatalom, Nagy-Britannia, az USA és a Szovjetunió vezetői, Churchill, Truman és Sztálin konferenciát tartottak a kelet-németországi Potsdamban. Ezen a konferencián eldöntötték, hogy azok az országok, amelyek a németek oldalán harcoltak a háborúban, kötelesek a felelős személyeket, az ún. háborús bűnösöket bíróság elé állítani és elítélni őket.
Antonescut 1940. szeptember 4-én nevezte ki miniszterelnöknek II. Károly király, azonban a marsall hamarosan a Vasgárda támogatásával megbuktatta a királyt és felvette a conducător (vezér) címet. Hatalomátvétele után, cserébe a Vasgárda támogatásáért, ideiglenesen szemet hunyt a szervezet által végrehajtandó tisztogatások felett. A vasgárdisták több száz zsidót és királypárti személyt öltek meg, tevékenységük azonban 1941 elejére túl zavaróvá vált, amiért Antonescu és a Vasgárda vezére, Horia Sima között konfliktus robbant ki. Antonescu megkísérelte lefegyverezni a szervezetet, mely azonban felkelést robbantott ki. Antonescu a németek jóindulatú semlegessége mellett 1941 január 30-ra leverte a felkelést, majd diktátorrá nyilvánította magát és egy kizárólag katonatisztekből álló kormányt alakított meg.
Diktatúrája alatt több antiszemita intézkedést is hozott. 1941. június 22-től részt vett a Szovjetunió elleni háborúban, amelynek során a román hadsereg a visszafoglalt Besszarábia és Észak-Bukovina területén több mint 310 000 zsidót űzött el lakóhelyéről és mintegy 150 000 zsidót gyilkoltak meg. Ezen kívül az ország területéről is deportálták a zsidók többségét, gyakoriak voltak a zsidóellenes pogromok is. Becslések szerint Antonescu 280 000-380 000 zsidó haláláért volt felelős.
Antonescut egy jól megszervezett puccs keretében buktatta meg I. Mihály király a történelmi román pártok tagjainak segítségével, 1944. augusztus 23-án, majd Románia átállt a németek oldaláról a szövetségesek oldalára, Antonescut híveivel együtt pedig letartóztatták.
Habár már az átállás előtt mind a Román Kommunista Párt, mind a Nemzeti Parasztpárt vezetői kijelentették elkötelezettségüket a háborúért felelős személyek elítélésére, a háborús bűnös perek jogi alapjainak megteremtésére még sokat kellett várni. Már az Első Sănătescu-kormány kibocsátott egy listát a háborús bűnösöknek tartott személyekről, de az első őrizetbevételekre csak 1945 áprilisában került sor, sőt a fogva tartott Ion Antonescut és kormányának tagjait is – a kommunisták hathatós közreműködésével – a SZMERS Moszkvába szállította, ahol felvetődött moszkvai elítélésüknek lehetősége.
Időközben, az 1945 március 6-án hatalomra került Petru Groza-kormány, áprilisban elfogadtatta a háborús bűnösség jogi hátterét meghatározó és a romániai népbíróságok létrehozásáról rendelkező 1945/312-es törvényrendelet, melynek következtében a kormány 1946. április 4-én kéréssel fordult a Szovjetunióhoz a marsall és a többi fogvatartott hazaszállításának érdekében. A szovjetek április 6-án teljesítették a kérést.

## A per
Ion Antonescu és azok, akik támogatták őt politikájában, bűnössé váltak az ország tönkretételében és háborús bűnökben, azáltal, hogy elárulták a román nép érdekeit, az országot a fasiszta és hitlerista ellenség szolgaságába taszítva...

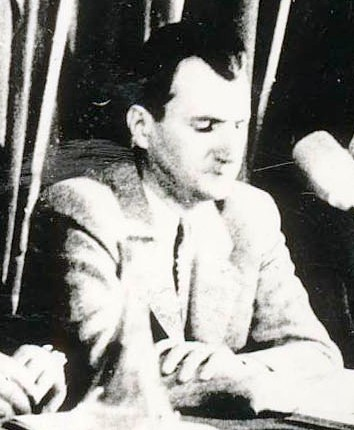
Lucrețiu Pătrășcanu

A per 1946. május 6-án kezdődött, a bukaresti népbíróság előtt. A bíróság elnöke a kommunista Alexandru Voitinovici volt, a népügyészek pedig Vasile Stoican, Constantin Dobrian és Dumitru Săracu voltak. Habár a népbírósági törvényrendelet kimondta, hogy a bíróság tagjai a hét legfőbb romániai politikai szervezetből kellett volna kikerüljenek, a népbíróság tagjainak abszolút többsége a Kommunista Párt, valamint a vele szövetséges pártok, elsősorban a Romániai Szociáldemokrata Párt és az Ekésfront tagjai közül került ki. A Nemzeti Liberális Párt és a Nemzeti Parasztpárt nem képviseltethette magát.
A 24 vádlottat háborús bűncselekményekkel vádolták: béke elleni bűntettel, tömeggyilkossággal, tömeggyilkosságra való uszítással és a németek kiszolgálásával. A per során külön kiemelték a vádlottak szerepét a romániai zsidóság elleni pogromok lebonyolításában (elsősorban a jászvásári és az odesszai mészárlásokban, bár az utóbbi elkövetőit egy külön perben vonták felelősségre), a romániai zsidók dnyeszterentúli területekre való deportálásában, illetve a romániai gazdaság németek számára történő kiszolgáltatásában, de a vádak között szerepelt Antonescu fellépése a „munkásosztály” ellen is, mely – a vádirat szerint – a háború alatt az ellenállás fő mozgatóerejét képezte. A per folyamán több tanút is a bíróság elé idéztek, legjelentősebbek közülük Gheorghe I. Brătianu, a Román Tudományos Akadémia tagja, Constantin I. C. Brătianu, a Nemzeti Liberális Párt elnöke és Iuliu Maniu, a Nemzeti Parasztpárt elnökei voltak. A per során a fent említett „polgári” politikusokat – annak ellenére, hogy hivatalosan csak tanúként hallgatták ki – a népügyészek igyekeztek kompromittálni, Dumitru Săracu népügyész például a Nemzeti Parasztpártnak a Szovjetunió elleni hadjárathoz való viszonyáról faggatta Iuliu Maniut, aki a hosszas faggatás végén elismerte, hogy pártja támogatta Besszarábia és Észak-Bukovina visszafoglalását, de a Dnyeszter átlépését nem (egy év múlva erre a tanúvallomásra is hivatkozva oszlatták fel a Nemzeti Parasztpártot, mint a „reakciós és fasiszta elemek menedékhelyét”, majd ítélték el Maniut 19 társával együtt egy koncepciós perben).
A per május 17-ig tartott, amikor a bíróság 24 személyből 13-at halálra ítélt, közülük hatot távollétében (az 1944. augusztus 23. után megalakult németpárti emigráns kormány tagjait, élükön Horia Simával, a Vasgárda vezérével). Az elítéltek a királyhoz fellebbeztek, ennek következtében 1946. június 1-én Mihály király Pătrășcanu javaslatára 3 személy ítéletét kegyelemből életfogytiglani kényszermunkára változtatta.

## Az elítéltek
A bíróság hat személyt távollétében ítélt halálra:
- Horia Sima
- Vasile Iașinschi
- Mihail R. Sturdza
- Ion Protopopescu
- Corneliu Georgescu (a per kezdetének napján meghalt Ausztriában)
- Constantin Papanace

A másik hét halálraítéltből három személy ítéletét kegyelemből életfogytiglani kényszermunkára változtatták:
- Constantin Pantazi – volt védelmi miniszter
- Radu Lecca – a „zsidóügyek” irányítója
- Eugen Cristescu – a Hírszerző Szolgálat egykori vezetője.

Négy személy ítéletét végrehajtották:
- Ion Antonescu marsall
- Mihai Antonescu volt külügyminiszter
- Constantin Vasiliu tábornok, a Román Csendőrség volt vezetője
- Gheorghe Alexianu, a Dnyeszteren túli, román megszállás alatti területek volt kormányzója.

A börtönbüntetésre ítélt személyek:
- Titus Dragoș – 15 év kényszermunka
- Gheorghe Dobre – életfogytiglani börtön
- Ioan Marinescu – 20 év börtön
- Traian Brăileanu – 20 év börtön
- Dumitru Popescu – 10 év börtön és állampolgári jogainak 5 évi elvesztése
- Constantin Petrovicescu – életfogytiglani börtön
- Constantin Dănulescu – életfogytiglani kényszermunka (távollétében ítélik el)
- Constantin Bușilă – 10 év börtön és állampolgári jogainak 5 évi elvesztése
- Nicolae Mareș – 10 év börtön és állampolgári jogainak 5 évi elvesztése
- Petre Tomescu – 15 év kényszermunka
- Victor Dimitriuc – életfogytiglani kényszermunka (távollétében ítélik el)

## A kivégzések

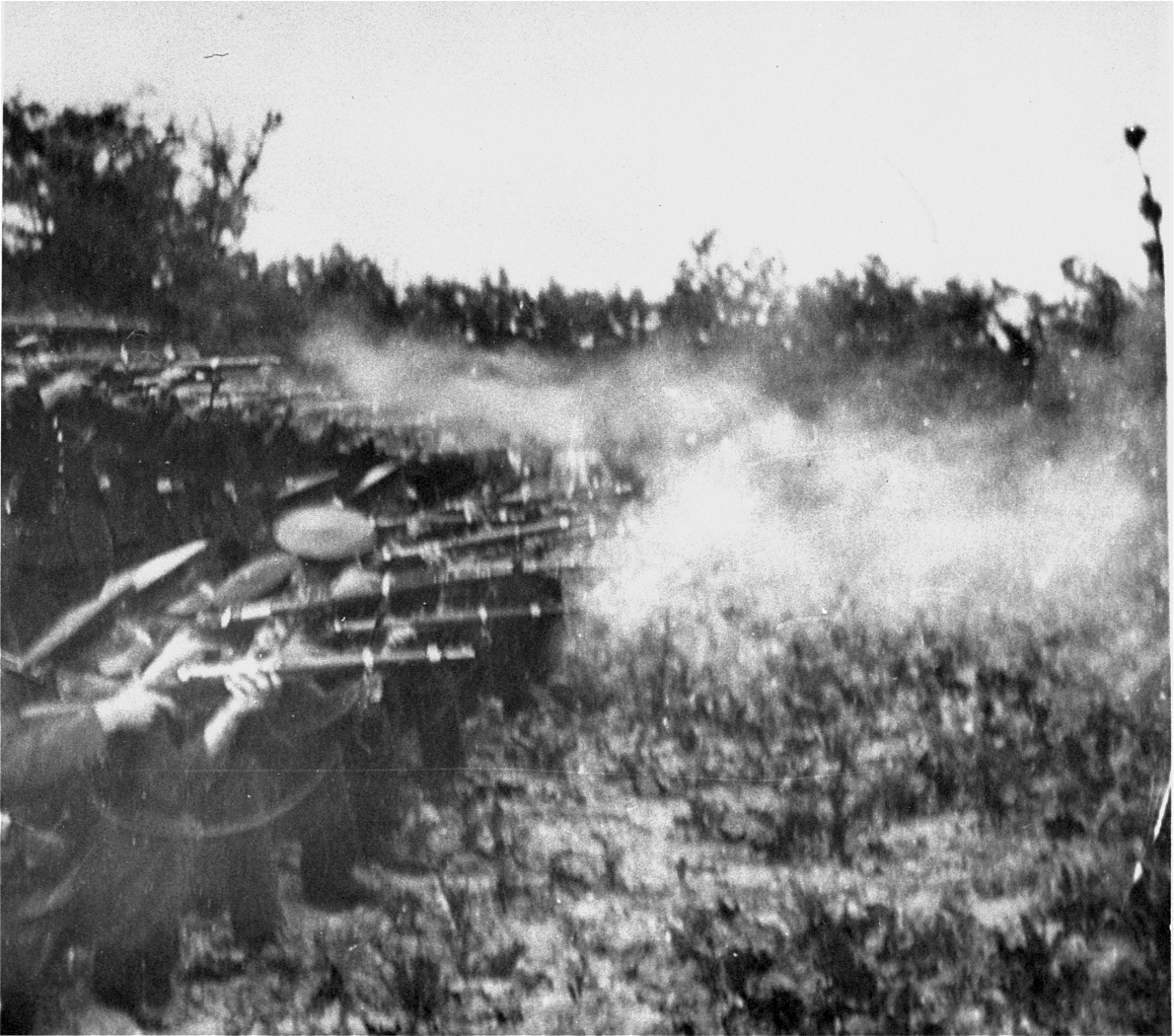
A kivégzés

Ion Antonescu, Mihai Antonescu, Constantin Vasiliu és Gheorghe Alexianu halálos ítéletét 1946. június 1-jén hajtották végre a jilavai börtön udvarán, golyó által. Habár Antonescu kérte, hogy hivatásos katonák végezzék ki őt és ne a börtönőrök, ezt a kérését nem teljesítették, így a jilavai börtönőrök végezték ki.
A halálra ítélteket kivégzésükkor saját kérésükre nem kötözték póznához és csak Constantin Vasiliunak kötötték el a szemét a saját sáljával. Az ítélet végrehajtására 18 órakor került sor, a sortűz után a kivégzőosztag parancsnoka revolverrel egyenként főbelőtte az elítélteket. A törvényszéki orvos 18 óra 15 perckor állapította meg a halál beálltát. A holttesteket később átadták a hozzátartozóknak.
Habár a bukaresti népbíróság (és a kolozsvári is) hozott még halálos ítéleteket háborús bűnökkel vádolt személyek ellen, csak Antonescu és három társa ítéletét hajtották végre a román hatóságok.

## A per visszhangja
A kommunista rendszer bukását követően felerősödött azoknak a hangja, akik a marsall és társai rehabilitálását követelik. 2002-ig az országban négy szobrot is emeltek Antonescu tiszteletére (Németvásár, Bukarest, Slobozia, Letcani), további három elkészült de nem állították fel (Jászvásár, Pitesti, Marosvásárhely). A Nagy-Románia Párt tagja, Kolozsvár polgármestere, Gheorghe Funar is szobrot akart emelni neki a város főterén, de a román kormány betiltotta a háborús bűnösök tiszteletére való emléktáblák, szobrok felállítását.
2006-ban benyújtották a bíróságra a rehabilitációs kérelmet, de a bíróság azt visszautasította és az ítéletet megerősítette. Egy évvel később azonban a bukaresti fellebbviteli bíróság felmentette Antonescut és társait a „béke elleni bűnök” vádja alól, ugyanakkor azonban a bíróság kiemelte, hogy nem mentik fel a tábornokot a többi vádpont alól. A döntés ellen a Moldovai Köztársaság Kommunistáinak Pártja és az Európai Baloldal tiltakozott, majd később számos zsidó szervezet és az orosz kormány is kifejezte tiltakozását.